# Crkva sv. Marije Snježne u Belcu
Župna crkva sv. Marije Snježne u Belcu jedan je od najljepših primjera barokne umjetnosti u sjevernoj Hrvatskoj. Selo Belec nalazi se u sklopu grada Zlatara, u Krapinsko-zagorskoj županiji. Ta je rimokatolička crkva zaštićeno kulturno dobro.

## Povijest
Današnja župna crkva Sv. Marije Snježne spominje se prvi put 1676. godine kao kapela u Kostanjevcu. 
Ovu zavjetnu kapelu posvećenu Sv. Mariji, dala je izgraditi Elizabeta pl. Keglević-Erdody 1674. godine. Prvotno je građevina imala nepravilno svetište, i po svemu sudeći bila je izgrađena u gotičkom stilu. Kroz cijelo jedno stoljeće je dograđivana i proširivana, da bi svoj današnji izgled dobila u baroku 1739. godine, kada su joj prigrađene kapela i sakristija. Uz zapadno pročelje podignut je zvonik, a uokolo crkve cinktura, zid s kulama i trijemom. Zidarski radovi bili su gotovi 1740. godine. Idejni poticatelj pregradnje ove crkve bio je plemić Adam Najšić sa suprugom Cecilijom Kristinom rođ. Matačić
Od osobitog je značaja unutrašnjost crkve gdje zidne slike i pozlaćeni drveni inventar tvore bogati barokni ambijent. Pet oltara: glavni (Sv. Marije Snježne) i četiri sporedna (Sv. Barbare, Sv. Josipa, Sv. Stjepana prvomučenika i Sv. Krunice ) izradili su od 1739. do 1743. nekolicina majstora. Među njima se ističe štajerski kipar Josef Schokotnig iz Graza koji je u Belcu izveo dva bočna oltara i propovjedaonicu. 
Unutrašnjost crkve oslikana je od 1740. do 1742. godine. Glavni majstor bio je Ivan Ranger uz tri pomoćnika, također pavlinska redovnika. Figuralni sadržaj belečkih fresaka raspoređen je uglavnom po svodovima crkvenoga broda, kapela i apside.
Zidne slike, kojima je pokriven svaki komad zida, dinamični kipovi i tipična barokna drvorezbarske dekoracija, uz promišljeno djelovanje svjetlosti daju vrhunsku baroknu scenografiju. 
Dokumentarni film o baroknoj crkvi u Belcu - Barok u Hrvatskoj, snimio je Oktavijan Miletić 1942. godine. Film je iste godine nagrađen na Bienalu u Veneciji. 
Župna crkva Sv. Marije Snježne posljednji put je obnovljena 1994. – 2005. godine.

## Orgulje
Joseph Smolle je izgradio orgulje za crkvu 1863. godine. Glazbalo ima ovu dispoziciju:
| Manual C–f3 |              |        |
| 1.          | Flauta       | 8′     |
| 2.          | Gedeckt      | 8′     |
| 3.          | Principal    | 4′     |
| 4.          | Fugara       | 4′     |
| 5.          | Flauto dolce | 4′     |
| 6.          | Quinta       | 2 2/3′ |
| 7.          | Oktava       | 2′     |
| 8.          | Mixtura II   |        |

| Pedal C–f1 |               |     |
| 9.         | Subbass       | 16′ |
| 10.        | Principalbass | 8′  |

Trakture su mehaničke s kliznicama.

## Zaštita
Pod oznakom Z-4324 zavedena je kao nepokretno kulturno dobro - pojedinačno, pravnog statusa zaštićena kulturnog dobra, klasificirano kao "sakralna graditeljska baština".

## Također pogledajte
- Crkvena arhitektura u Hrvatskoj
- Crkvena umjetnost u Hrvatskoj
- Hrvatska arhitektura
- Likovna umjetnost u Hrvatskoj